# Vetenskapsåret 1843

## Händelser

### Astronomi
- Okänt datum - John Couch Adams, på grund av oregelbundenheter i Uranus bana förutser att det ska finnas ytterligare en planet. Planeten, Neptunus, hittas senare på den plats Adams förutsett.
- Okänt datum - Heinrich Schwabe rapporter cykliska variationer i antalet solfläckar över tiden.
- Okänt datum - En stor komet har den längsta svansen någonsin, och sträcker sig cirka 800 miljoner kilometer vilket är lika stort avstånd som mellan Jorden och Jupiter [1].

### Fysik
- Okänt datum - James Joule finner experimentellt den mekaniska motsvarigheten till värme

### Kemi
- Okänt datum - Carl Mosander upptäcker Terbium och Erbium.

### Teknik
- Okänt datum - Den första telegraflinjen i Storbritannien läggs mellan Paddington och Slough.

## Pristagare
- Copleymedaljen: Jean-Baptiste Dumas, fransk kemist.
- Wollastonmedaljen:  [2]
  - Léonce Élie de Beaumont, fransk geolog.
  - Armand Dufrénoy, fransk geolog och mineralog.

## Födda
- 12 juni - David Gill, (död 1914), skotsk astronom
- 11 december - Robert Koch, (död 1910), tysk läkare, Nobelpristagare i fysiolog eller medicin.

## Avlidna
- 25 juli - Charles Macintosh, (född 1766), skotsk kemist och uppfinnare av vattentäta textilier.
- 19 september - Gaspard-Gustave Coriolis, (född 1792), fransk fysiker och matematiker.

### Fotnoter
1. ↑  Så funkar rymden, Stuart Atkinson, 1990
2. ↑  ”Geological Society”. Arkiverad från originalet den 5 juni 2011. https://web.archive.org/web/20110605102217/http://www.geolsoc.org.uk/gsl/society/history/page750.html. Läst 13 april 2011.